# Artabotrys hispidus
Artabotrys hispidus Sprague & Hutch. – gatunek rośliny z rodziny flaszowcowatych (Annonaceae Juss.). Występuje naturalnie w Sierra Leone, Liberii, Wybrzeżu Kości Słoniowej oraz Kamerunie. 

## Morfologia
PokrójZimozielone liany. Młode pędy są owłosione.
LiścieMają podłużnie lancetowaty kształt. Mierzą 5–10 cm długości oraz 2–4 cm szerokości. Nasada liścia jest zaokrąglona. Wierzchołek jest spiczasty.
KwiatyZebrane w kwiatostany. Rozwijają się w kątach pędów. Płatki mają szydłowaty kształt, osiągają do 15 mm długości.